# Cezar Crețu
Cezar Crețu (n. 24 aprilie 2001) este un jucător român de tenis. Cea mai bună clasare a sa la simplu este locul 288 mondial, în noiembrie 2024, iar la dublu locul 308 mondial, în noiembrie 2024. Crețu a câștigat un titlu ATP Challenger la dublu, la Iași Open 2024, alături de Bogdan Pavel. Reprezintă România la Cupa Davis, unde are un bilanț W/L de 1-1.

## Carieră
Și-a făcut debutul pe tabloul principal ATP la Țiriac Open 2024, după ce a primit un wildcard pe tabloul de calificări la simplu și pe tabloul principal la dublu.

## Finale ATP Challenger

### Dublu: 1 (1 titlu)
| \| Legendă \| \| ------------------------- \| \| ATP Challenger Tour (1–0) \| |
| Legendă                                                                       |
| ATP Challenger Tour (1–0)                                                     |

| Rezultat | C–P | Dată       | Turneu        | Tip        | Surface | Partener     | Adversari                          | Scor             |
| -------- | --- | ---------- | ------------- | ---------- | ------- | ------------ | ---------------------------------- | ---------------- |
| Câștigat | 1–0 | iulie 2024 | Iași, România | Challenger | Zgură   | Bogdan Pavel | Karol Drzewiecki Piotr Matuszewski | 2–6, 6–2, [10–4] |